# Остабат-Асм
Остабат-Асм (фр. Ostabat-Asme; баск. Izura-Azme) — коммуна во Франции, в регионе Аквитания, департамент Атлантические Пиренеи.
Население составляет 195 человек (2009). Коммуна лежит у подножия Пиренейских гор.